# 11152 Oomine
11152 Oomine (1997 YH5) là một thiên thạch xuyên Sao Hỏa được phát hiện vào ngày 25 tháng 12 năm 1997 bởi T. Kobayashi tại Oizumi.